# José Henrique (futebolista)
José Henrique Rodrigues Marques (nascido em 18 de maio de 1943), conhecido como José Henrique, é um futebolista português aposentado. 
Ele jogava na posição de goleiro e ficou conhecido pelo seu sucesso no Benfica, sendo apelidado de Zé Gato. Ele apareceu em 299 jogos oficiais com o clube, ganhando 11 títulos principais. 

## Carreira
Nascido em Arrentela, José Henrique começou no Amora (jogou três temporadas), depois jogou no Seixal e no Atlético Clube de Portugal (uma temporada em cada), todos os clubes da área de Lisboa. 
Posteriormente, ele assinou com o SL Benfica, onde ele permaneceria pelos próximos 13 anos - ele jogou na equipe juvenil do clube por dois anos.
José Henrique também foi fundamental para ajudar o Benfica a atingir o seu recorde defensivo: 60 jogos com apenas uma derrota e 29 golos sofridos. Ele teve que compartilhar a titularidade nos próximos anos com Manuel Bento, ele acabou perdendo a sua posição definitivamente em 1976.
Ele jogou a final da Liga dos Campeões de 1967-68 quando o Benfica perdeu por 1-4 para o Manchester United na prorrogação.
De 1979 a 1982, José Henrique jogou na Segunda Divisão pelo CD Nacional (dois anos) e o SC Covilhã, aposentando-se aos 39 anos. Ainda como jogador, ele se tornou treinador do seu último time, retornando posteriormente ao Benfica, onde trabalhou como Treinador de goleiros.

## Carreira internacional
José Henrique jogou 15 vezes na Seleção Portuguesa de Futebol, sua estréia foi em 10 de dezembro de 1969 em uma derrota em um amistoso por 0-1 contra a Inglaterra. Seu último jogo ocorreu em 13 de outubro de 1973 em um empate de 2-2 contra a Bulgária nas eliminatórias pra Copa do Mundo de 1974 - esse também foi o último jogo de Eusébio. 
Durante sua carreira, José Henrique sofreu uma forte concorrência de Vítor Damas do Sporting Clube de Portugal.

## Títulos
Benfica
- Primeira Liga: 1967-68, 1968-69, 1970-71, 1971-72, 1972-73, 1974-75, 1975-76, 1976-77
- Taça de Portugal:  1968-69, 1969-70, 1971-72